# 2009년 9월
| 2009년: 1월 · 2월 · 3월 · 4월 · 5월 · 6월 · 7월 · 8월 · 9월 · 10월 · 11월 · 12월 |

| <          | 2009년 9월 | 2009년 9월  | 2009년 9월 | 2009년 9월 | 2009년 9월 | >           |
| 일         | 월         | 화          | 수         | 목         | 금         | 토          |
|            |            | 1 7.13 기유 | 2 14 경술  | 3 15 신해  | 4 16 임자  | 5 17 계축   |
| 6 18 갑인  | 7 19 을묘  | 8 20 병진   | 9 21 정사  | 10 22 무오 | 11 23 기미 | 12 24 경신  |
| 13 25 신유 | 14 26 임술 | 15 27 계해  | 16 28 갑자 | 17 29 을축 | 18 30 병인 | 19 8.1 정묘 |
| 20 2 무진  | 21 3 기사  | 22 4 경오   | 23 5 신미  | 24 6 임신  | 25 7 계유  | 26 8 갑술   |
| 27 9 을해  | 28 10 병자 | 29 11 정축  | 30 12 무인 |            |            |             |

| - 9월 1일 - 장진영 - 9월 8일 - 아게 닐스 보어 - 9월 11일 - 후안 알메이다 보스케 - 9월 11일 - 우스이 요시토 - 9월 14일 - 패트릭 스웨이지 - 9월 17일 - 김성진 편집하기 |

## 2009년9월 30일
- 남태평양의 사모아 부근에서 리히터 규모 8.0의 지진과 파도 1.5m 정도의 쓰나미가 발생했다고 미국 지질조사국이 밝혔다. 태평양 전역에 쓰나미 주의보가 발령되었으며, 미국령 사모아, 사모아, 통가 등이 쓰나미로 인해 피해를 입었다. 118명의 사망이 확인되었으며, 총 사망자 수는 수백명이 될 것으로 추정된다.
- 아랍에미리트의 아부다비에서 유네스코가 인류무형문화유산으로 대한민국의 강강술래, 남사당놀이, 처용무 등을 등록하였다.
- 인도네시아 수마트라섬 부근에서 리히터 규모 7.9의 지진과 쓰나미가 발생했다. 유수프 칼라 인도네시아 부통령은 "이 사태로 적어도 75명이 사망하고 주택과 호텔, 학교, 상점 등 주요 건물이 붕괴됐다"고 전했다. 최소 110명이 넘는 사람이 목숨을 잃은 것으로 집계됐고 건물 잔해에 수천명이 매몰되었다.
- 대한민국 교육과학기술부가 뇌연구촉진심의회를 열고 미래 고령사회에 대비하여 각종 뇌질환 연구와 뇌 관련 연구를 담당할 한국뇌연구원을 설립 추진하기로 확정하였다. 뇌연구원은 2013년 첫 출범한다.

## 2009년9월 29일
- 대한민국의 국무총리로 정운찬 전 서울대학교 교수가 임명되었다.
- 대한민국 국토해양부가 2010년 도로.철도 신규사업으로 철도 3개 노선과 도시철도 1개 노선, 고속도로 2개 노선, 국도 9개 노선 등을 확정하였으며 예산안에 포함시켰다고 밝혔다.
- 대한민국 검찰청은 유가증권시장 상장업체의 주가를 두배 이상으로 부풀려(조작해) 시세차익을 챙긴 혐의로 D업체 대표이사 지모(42세)씨를 구속, 영업팀장을 추적 중이고 공범 3명을 입건해 조사중이라고 밝혔다.
- 대한민국 대구고등법원에 따르면 신창원이 청송3교도소장과 국가를 상대로 4건의 행정,민사소송을 제기했다.

## 2009년9월 28일
- 대한민국 국회에서 정운찬 서울대학교 교수에 대한 국무총리 인준안이 여당인 한나라당 단독으로 가결되었다. 야당이 인준안의 표결에 참여하지 않은 것은 국회 역사상 처음이었다.
- 대한민국 수원시 국철 수원역 앞 선로에서 이산가족상봉이 좌절된 실향민 이 모(75세)씨가 진입하는 전동차에 스스로 몸을 던져 그자리에서 목숨을 끊었다.

## 2009년9월 27일
- 대한민국 인천 세계도시축전 행사장에서 경비행기가 추락해 2층 버스에 부딪치는 사고가 발생했다. 경비행기 탑승자 2명 중 1명이 숨지고, 조종사는 경상을 입었으며 2층 버스에 탑승했던 관람객 중 10여명이 가벼운 상처를 입었다.
- 대한민국 검찰청은 2008년 3월부터 지금까지 정부 예산과 국가보조금, 공공기금을 횡령한 공무원 등 150명을 구속 기소하고 546명을 불구속 기소했다고 밝혔다.
- 독일 총선에서 앙겔라 메르켈이 이끄는 독일 기독민주연합-기독사회연합이 33.8%의 득표로 연방 의회 제1당이 되었다.

## 2009년9월 26일
- 필리핀의 수도 마닐라 일대에서 열대 태풍 '켓사나'(Ketsana)로 인한 폭우로 적어도 50명이 숨졌고 20여명이 실종됐다고 정부가 밝혔다. 필리핀 기상청은 12시간 동안 424mm의 비가 쏟아졌다고 분석했다.
- 조선민주주의인민공화국 금강산에서 남북 이산가족 상봉이 2년 만에 재개되었다. 29일부터 다음 달 1일까지 열리는 2차 행사에선 북측 이산가족 방문단 99명이 역시 금강산 면회소에서 남한 가족 449명과 만난다.
- 대한민국 서울 상암 월드컵 경기장에서 제 46회 대종상 영화제의 개막식을 가졌다.
- 중국 난아오 현 앞바다에서 명나라 만력제때의 무역선으로 추정되는 '난아오(南澳) 1호'내 보물 인양 작업이 시작됐다. 고고학적으로 약 100조원대의 가치를 지닐 것으로 추정된다. 인양작업은 12월 중순까지 계속될 예정이다.
- 스위스 취리히에서 로만 폴란스키 감독이 성범죄 혐의로 체포당했다. 그는 프랑스 파리의 폴란드 이민 가정에서 태어났고 배우, 작가로도 활동했었다. 체포를 요청한 미국, 실제로 체포한 스위스와 그에 대한 사면을 요구하는 프랑스와 폴란드의 입장이 각기 달라 이번 사건이 국제 문제로 비화할 가능성도 있다.
- 미국 하버드 대학교 학생이 설립한 페이스북에 미국의 대통령인 오바마의 암살과 관련된 설문이 올라와 대통령의 경호를 담당하는 비밀검찰국(SS)이 수사에 나섰다. 페이스북은 이 설문은 개인이 작성한 것이라 해명하였으며 수사에 적극 참여할 것이라는 의사를 나타냈다.

## 2009년9월 25일
- 미국 피츠버그에서 열린 G20 공업화 국가 회의에서 캐나다가 2010년 6월 제4차 G20정상회의, 대한민국이 2010년 11월 5차 개최지가 결정됐다고 스티븐 하퍼 캐나다 총리와 이명박 대통령이 발표했다.
- 히말라야 안나푸르나 베이스캠프에서 정상등반에 나섰던 한국인 대원 2명이 실종되었다. 23일 정상을 향해 출발한 두 대원은 25일 히운출리 북쪽 벽사면 해발 5360미터 부근에서의 무전을 마지막으로 연락이 두절되었다.
- 중국이 조선민주주의인민공화국과의 접경지역인 랴오닝성 단둥 후산성(虎山城)을 만리장성의 동단 기점으로 하는 행사를 가졌다. 중국 고고학계 인사들은 동단 기점이 산하이관으로 적혀 있는 교과서는 잘못된 것이라며 수정될 것이라고 했다. 동북공정 연구가 물증 확보를 위한 행동으로 진행됐다.
- 일본 애니메이션의 일종인 괴물 이야기가 일본의 도쿄 메트로폴리탄 텔레비전에서 방영을 종료하였다.
- 다음의 아고라에 나영이 사건 범인의 형량이 12년인 것에 대해 '아동 성폭행은 살인행위이며, 법정최고형에 피해보상까지 하라'는 내용의 청원이 올라왔다. 2009년 9월 25일부터 2010년 3월 31일까지 계속되는 이 청원은 50만명 서명이 목표로, 6일만에 25만명이 서명하였다.

## 2009년9월 24일
- 대한민국의 국회의원인 민주당 김종률 의원이 배임수재 혐의로 징역 1년형이 확정되어 의원직을 상실하였다.
- 대한민국의 헌법재판소가 현행 집시법 제10조와 제21조 1항에 대해 헌법불합치 결정을 내렸다.

## 2009년9월 23일
- 오스트레일리아 시드니를 비롯한 동부 해안에 사상 최악의 황사가 몰아닥쳐 항공기 운항이 지연되는 큰 혼란이 빚어졌다. 오스트레일리아 기상청(Bureau of Meteorology)은 봄에 가뭄이 심한 내륙 사막지역에서 황사가 발생해 강한 돌풍을 타고 동부 해안쪽으로 이동하면서 심한 황사 현상이 나타났다고 밝혔다.
- 인도 스리하리코타(en:Sriharikota)의 사티시 다완 우주 센터(en:Satish Dhawan Space Centre, SDSC)에서 위성 7기를 실은 극궤도 위성 발사용 로켓(Polar Satellite Launch Vehicle, PSLV) - C14의 발사에 성공했다고 프랑스 통신사가 보도했다.

## 2009년9월 22일
- 대한민국에서 신종플루로 인해 9번째 사망자가 발생하였다. 신종플루로 인해 뇌사상태에 빠진 40대 여성이 3주 만에 사망하였다.

## 2009년9월 19일
- 인도네시아의 휴양지 발리섬에서 규모 6.4의 강진이 발생하였다.
- 일본에서 실종된 짱구는 못말려의 작가 우스이 요시토로 추정되는 시신이 발견되었다. 우스이 요시토는 11일 아라후네 산에 간다고 하고 돌아오지 않았으며 그로 추청되는 사람은 높이 200m 절벽 아래로 추락하였다. 20일에 군마 현경은 시신을 수습하였고, 발견된 시신이 우스이 요시토임을 확인하였다고 발표하였다.
- 독일 바이에른주 뮌헨에서 세계 최대의 맥주 축제 옥토버페스트가 개막됐다고 프랑스 통신사가 보도했다.

## 2009년9월 18일
- 멕시코시티의 지하철 역인 발데라스 역에서 총기난사 사건이 발생하였다. 이 사건의 용의자는 38세의 루이스 펠리페 헤르난데스 카스티요이며 승객 1명과 경찰관 1명이 사망하였고 5명이 부상을 입었다. 총격당시 38구경 권총을 쏘면서 '이것은 정부를 향한 것'이라고 외쳤다고 한다. 결국 다른 경찰관이 쏜 총에 맞아 진압되었다.

## 2009년9월 17일
- 독일에서 2009 프랑크푸르트 국제 모터쇼가 열렸다. 전 세계 30여 개국에서 753개 업체가 참가했고 총 82대의 자동차를 처음으로 선보인다. 27일까지 진행된다.
- 대한민국에서 제4공화국때 문공부 장관이었던 김성진이 77세로 지병을 앓다가 사망했다.

## 2009년9월 16일
- 대한민국 서울중앙지방법원 형사합의23부는 뇌물공여 및 조세포탈 등의 혐의로 기소된 태광실업 박연차 전 회장에게 1심판결로 징역 3년6월에 벌금 300억원을 선고했다.
- 대한민국 경기도의 모 중학교에서 8시경 여학생이 다른 여학생 2명에게 흉기를 휘두르는 사건이 일어났다.

## 2009년9월 15일
- 대한민국에서 신종플루로 인한 8번째 사망자가 나왔다. 사망자는 고혈압을 앓고 있던 64세 여성으로 신종플루로 인한 폐렴과 급성 신부전 등 합병증에 의해 숨졌다.

## 2009년9월 14일
- 미국의 영화 배우 패트릭 스웨이지가 췌장암으로 투병중 57세로 사망했다.
- 미국의 오바마 대통령이 CNBC 인터뷰 전에 분위기를 띄우려 MTV시상식에서 테일러 스위프트의 수상 연설 도중 무대에 난입해 '비욘세가 상을 받아야 했다'고 말한 카니예 웨스트에 대해 멍청이라고 한 것이, 이를 인터뷰 내용으로 착각한 일부 직원에 의해 트위터에 올려짐으로써 구설수에 올랐다.
- 대한민국에서 지난 9.3 개각 당시 내정된 공직후보자들에 대해 인사청문회가 시작되었다. 이 청문회는 9월 22일까지 이어진다.

## 2009년9월 13일
- 대한민국의 프로복서 김지훈이 남아프리카 공화국 요하네스버그 엠퍼러스 팔레스호텔에서 열린 국제복싱기구(IBO) 주니어라이트급(슈퍼페더급) 타이틀매치에서 챔피언 졸라니 마랄리를 9라운드 KO로 꺾고 세계챔피언에 등극했다.

## 2009년9월 11일
- 중화민국 타이베이 지방법원에서 열린 1심 재판에서 뇌물 수수 등 비리 혐의로 기소된 천수이볜 부부에게 종신형이 선고 되었고 5억 달러(한화 약 187억 2,500만원)의 벌금도 부가됐다. 아들 천즈중은 자금세탁 혐의로 2년6개월 형을 선고받았다.
- 미국 노스캐롤라이나주에서 오셀타미비르(타미플루) 내성 인플루엔자바이러스 A형 감염자가 2명 발생하였다.
- 영국의 고든 브라운 총리가 수학자 앨런 튜링의 거세 사건에 대해 사과했다.
- 쿠바의 국가 평의회 부의장인 후안 알메이다 보스케(Juan Almeida Bosque)가 심장마비로 82세의 나이로 사망하였다.

## 2009년9월 10일
- 일본 우주항공연구개발기구에서 국제 우주 정거장으로 HTV(무인화물기)를 탑재한 신형 로켓 H2B 1호기를 발사하였다. 성공적으로 궤도에 진입했다고 발표했다.
- 대한민국의 국회의원인 한나라당 박종희 의원이 공직선거법을 위반해 대법원에서 당선무효형에 해당하는 벌금(300만원)형을 받아 의원직을 상실했다.
- 일본의 민주당, 사회민주당, 국민신당이 연립정부를 구성하기로 합의했다.

## 2009년9월 9일
- 튀르키예 이스탄불에서 갑작스런 폭우가 내려 홍수가 발생해서 31명 이상이 숨졌다. 피해 규모가 80년 만에 최악의 수준이다.
- 대한민국 제주도에서 피티안 게임(Pythian Games, 제주세계델픽대회)이 시작됐다. 6개 부문, 18개 종목의 예술경연과 시낭송 축제 등 다양한 문화행사로 14일에 폐막했다.

## 2009년9월 8일
- 대한민국 경기도 북부 지역에서 2000년부터 10년간 200여차례에 걸쳐 125명의 여성(10~50대)을 성폭행한 차 아무개(39세, 남성)를 경찰이 강도, 강간(성폭력범죄의 처벌 및 피해자보호 등에 관한 법률 위반)의 혐의로 구속했다. 경찰은 차 아무개를 상대로 여죄를 캐고 있다.
- 대한민국의 대중음악그룹 2PM의 멤버 박재범이 4년 전 미국 소셜네트워킹 사이트인 마이 스페이스에 올린 한국비하발언이 문제가 되어 그룹을 탈퇴하고 미국으로 출국했다.(박재범은 미국 국적이 있었다.) JYP 엔터테인먼트 대표이자 가수 박진영이 10일 JYP홈페이지에 사과글을 게재했다.
- 덴마크의 핵 물리학자 아게 닐스 보어(Aage Niels Bohr)가 87세로 사망했다고 보어 연구소가 전했다. 아게 닐스 보어는 유명한 물리학자 닐스 보어의 아들이다.

## 2009년9월 6일
- 조선민주주의인민공화국이 임진강 황강댐의 물을 예고없이 방류해 대한민국의 국민(야영객) 6명이 실종되었다. 한국수자원공사의 무인경보시스템이 고장난 사실을 알고도 직원이 방치해서 인명피해가 증가했다. 구조대는 7일에 시신 3구, 9일에 3구를 인양해 실종자 6명 전원 시신으로 돌아왔다.

## 2009년9월 5일
- 일본의 민주당 정권이 올해 추가 경정 예산 가운데 용도가 불분명한 7조엔(한화 약 93조 6,677억원)을 복지에 투입하기로 했다고 교도 통신사가 보도했다.
- 베트남에 진출한 코카콜라 기업이 생산시설 확충과 마케팅 활동 강화를 위해 2억 달러(한화 약 2,483억원)를 추가로 투자하기로 했다고 국영통신(VNA)이 보도했다.
- 중국 헤이룽장성 공안 당국과 마약 단속반이 무단장 시 일대에서 대마초를 거래해오던 국제 대마 조직 12명을 검거하고 대마초 잎 2,300ｇ을 압수했다고 신화통신사가 보도했다.
- 대한민국의 여성 프로복서인 김주희(23세, 거인체육관 소속)가 파프라탄 룩사이콩(20세, 태국 국적)을 상대로 4라운드 TKO승을 거둬서 세계 3개 복싱기구 통합 타이틀을 획득했다.

## 2009년9월 4일
- 대한민국 서울중앙지방법원이 교육과학기술부가 수정을 요청했던 금성출판사의 〈한국 근·현대사〉교과서의 발행·배포를 중단하라고 1심 판결했다.

## 2009년9월 3일
- 미국의 제약회사 화이자가 행정부의 허가 내용과 다른 용도로 판매하고 의사들에게 향응을 제공했다는 혐의와 관련해 유죄를 인정하고 23억 달러(한화 약 2조 8,646억 원)를 내기로 연방검찰과 합의했다. 또한 정부가 의사도 처벌하는 조치를 취할 예정이다.

## 2009년9월 2일
- 인도네시아 자바섬 인근 지하 38마일(60km) 지점에서 리히터 규모 7.4 강도의 지진이 발생했다고 미국 지질조사국이 밝혔다.
- 대한민국에서 신종플루로 인한 4번째 사망자가 나왔다. 사망자는 고혈압과 당뇨, 신부전증 등을 앓고 있던 47세의 여성으로 앞서 신종플루 사망자와는 달리 호흡기질환 징후가 없었다.

## 2009년9월 1일
- 미국 월트 디즈니가 유명 만화책 회사 그룹인 마블 엔터테인먼트사를 40억 달러 상당의 현금과 주식을 제공하고 인수하기로 했다고 발표했다고 AP 통신사, 프랑스 통신사가 보도했다.
- 대한민국의 배우 장진영이 암투병 끝에 향년 38세로 서울 가톨릭대학교 성모병원에서 생을 마감했다.